# Krzysztof Szuster
Krzysztof Szuster, właśc. Juliusz Krzysztof Szuster (ur. 30 sierpnia 1951 w Warszawie) – polski aktor, reżyser teatralny, przedsiębiorca i hodowca koni. W latach 2020–2025 prezes Związku Artystów Scen Polskich (ZASP). 

## Biografia
Po ukończeniu szkoły średniej kilkukrotnie zdawał bez powodzenia do warszawskiej PWST. Podjął studia w zakresie zootechniki, a równocześnie pracował w warszawskich teatrach Narodowym i Powszechnym m.in. jako statysta i inspicjent. W 1979 ukończył studia na Wydziale Aktorskim łódzkiej Filmówki. 
W latach 1975–1981 występował na scenach m.in. Teatru Płockiego i Teatru Rozmaitości w Warszawie. W drugiej połowie lat 70. i w pierwszej połowie lat 80. grywał także w produkcjach telewizyjnych, gdzie jego najbardziej znaczącą rolą była postać Józefa Romika w serialu Pan na Żuławach. W 1986 zadebiutował jako reżyser teatralny, inscenizując najpierw w Teatrze Popularnym w Warszawie, a w kolejnym roku również w Teatrze Wybrzeże w Gdańsku, sztukę Jesienne manewry Petera Coke'a. W 1989 roku zekranizował ten sam tekst dla Teatru Telewizji. W połowie lat 90. zawiesił karierę artystyczną i zajął się działalnością gospodarczą. Powrócił do twórczości teatralnej w 2013 roku, kiedy to przygotował dla Teatru Syrena w Warszawie kolejną inscenizację Jesiennych manewrów. Przez trzy lata był autorem i głównym prezenterem nocnej audycji Groch z kapustą, nadawanej raz w miesiącu w Programie I Polskiego Radia. 
Jest właścicielem hodowli koni w Budziskach pod Warszawą. Posiada liczącą ponad 60 egzemplarzy kolekcję powozów. W 2012 roku był członkiem zespołu, który zdobył wicemistrzostwo Europy w powożeniu w konkurencji powozów wielokonnych. 
W lutym 2020 r. po rezygnacji Pawła Królikowskiego i Małgorzaty Kożuchowskiej z funkcji odpowiednio prezesa i wiceprezes ZASP, Zarząd Główny organizacji powołał Szustera na stanowisko prezesa Związku na okres do kolejnego Walnego Zebrania Delegatów. W październiku 2021 wybrany na tę funkcję na kolejną kadencję przez Walny Zjazd Delegatów ZASP. 1 lutego 2025 zrezygnował z tego stanowiska.

## Odznaczenia i nagrody
- Krzyż Kawalerski Orderu Odrodzenia Polski (2005)[9]
- Srebrny Medal „Zasłużony Kulturze Gloria Artis” (2015)[10]
- Odznaka Honorowa ZAiKS-u (2013)[11]
- Nagroda 100-lecia ZAiKS-u (2018)[11]